# ليام فراي
ليام فراي (بالإنجليزية: Liam Fray)‏ هو مغن مؤلف وموسيقي وعازف قيثارة وكاتب أغاني بريطاني، ولد في 15 مايو 1985 في Middleton, Greater Manchester ‏ في المملكة المتحدة.

## وصلات خارجية
- ليام فراي على موقع IMDb (الإنجليزية)
- ليام فراي على موقع ميوزك برينز (الإنجليزية)
- ليام فراي على موقع ديسكوغز (الإنجليزية)